# Educação extraescolar
A educação extraescolar é uma das três componentes do sistema educativo de Portugal - sendo as restantes a educação pré-escolar e a educação escolar - de acordo com a Lei de Bases do Sistema Educativo. Tem como objetivo permitir a cada indivíduo aumentar os seus conhecimentos e desenvolver as suas potencialidades, em complemento da formação escolar ou em suprimento da sua carência.
A educação extra-escolar inclui atividades de alfabetização e de educação de base, atividades de aperfeiçoamento e de atualização cultural e científica e atividades de reconversão e aperfeiçoamento profissional. Deve realizar-se num quadro aberto de iniciativas múltiplas, tanto de natureza formal como de natureza não formal.
Até à publicação da Lei de Bases do Sistema de Educativo (LBSE) de 1986 e de acordo com a anterior LBSE de 1973, esta componente do sistema educativo era designada "educação permanente".
Aí, na nova lei de 30 de  Agosto de 2005, o Artigo 42º, referente aos Edifícios escolares, na alínea 2, diz que:
"A estrutura dos edifícios escolares deve ter em conta, para além das atividades escolares, o desenvolvimento de atividades de ocupação de tempos livres e o envolvimento da escola em atividades extra-escolares."

## Artigo 26º
Este Artigo, dessa mesma Leis de Bases, precisamente sob o título "Educação extra-escolar" por todo ele abordar este tema, indica que:
- 1 - A educação extra-escolar tem como objectivo permitir a cada indivíduo aumentar os seus conhecimentos e desenvolver as suas potencialidades, em complemento da formação escolar ou em suprimento da sua carência.
- 2 - A educação extra-escolar integra-se numa perspectiva de educação permanente e visa a globalidade e a continuidade da acção educativa.
- 3 - São vectores fundamentais da educação extra-escolar:
- a) Eliminar o analfabetismo literal e funcional;
- b) Contribuir para a efectiva igualdade de oportunidades educativas e profissionais dos que não frequentaram o sistema regular do ensino ou o abandonaram precocemente, designadamente através da alfabetização e da educação de base de adultos;
- c) Favorecer atitudes de solidariedade social e de participação na vida da comunidade;
- d) Preparar para o emprego, mediante acções de reconversão e de aperfeiçoamento profissionais, os adultos cujas qualificações ou treino profissional se tornem inadequados face ao desenvolvimento tecnológico;
- e) Desenvolver as aptidões tecnológicas e o saber técnico que permitam ao adulto adaptar-se à vida contemporânea;
- f) Assegurar a ocupação criativa dos tempos livres de jovens e adultos com actividades de natureza cultural.
- 4 - As actividades de educação extra-escolar podem realizar-se em estruturas de extensão cultural do sistema escolar, ou em sistemas abertos, com recurso a meios de comunicação social e a tecnologias educativas específicas e adequadas.
- 5 - Compete ao Estado promover a realização de actividades extra-escolares e apoiar as que, neste domínio, sejam da iniciativa das autarquias, associações culturais e recreativas, associações de pais, associações de estudantes e organismos juvenis, associações de educação popular, organizações sindicais e comissões de trabalhadores, organizações cívicas e confessionais e outras.
- 6 - O Estado, para além de atender à dimensão educativa da programação televisiva e radiofónica em geral, assegura a existência e funcionamento da rádio e da televisão educativas, numa perspectiva de pluralidade de programas, cobrindo tempos diários de emissão suficientemente alargados e em horários diversificados.